# Sperminator
Sperminator ist das fünfte Studioalbum der österreichischen (Punk-)Rockband Drahdiwaberl. Es wurde 1994 veröffentlicht und war das letzte Album, das unter dem Label GiG-Records veröffentlicht wurde.

## Produktion
Da die Veröffentlichung des letzten Studioalbums schon über 8 Jahre zurücklag, wollte Stefan Weber die bis dato provokantesten und extremsten Songs auf dieses Album pressen und einen eigenen unverwechselbaren Stil verfolgen, um wieder ein lautes Lebenszeichen von der Band zu geben.
Aufgenommen wurde das Album in drei österreichischen Studios. Die Produktion übernahmen die internen Bandmitglieder Helmut Bibl (1, 2, 5, 7, 8 und 9), Thomas Rabitsch (3, 4, 10 und 11) und Peter Vieweger (6).
Um die Platte noch interessanter zu gestalten, wurden von der österreichischen Szeneband Alkbottle und der ebenfalls einheimischen Death-Metal-Band Pungent Stench jeweils ein Song aufgenommen; Beat 4 Feet remixten die Nummer Ausgeflippter Lodenfreak, die ebenfalls auf dem Album zu hören ist.
Veröffentlicht wurde das Album Ende 1994, die Band erhoffte sich, mit dem Album einen Erfolg zu landen. Jedoch blieb das Album von der breiten Öffentlichkeit beinahe unbeachtet, es konnte lediglich im Jänner 1995 auf Platz 40 der Verkaufscharts einsteigen, verschwand aber nach einer Woche wieder.
Nach Fertigstellung des Albums endete der Plattenvertrag mit GiG Records und wurde angesichts der damaligen Situation auch nicht verlängert.
Da das Album seit Jahren schon out of print ist gilt es unter Fans als eine vielgesuchte Rarität.

## Titelliste
1. Fresst die Reichen
2. Sperminator
3. Killen Killen Killen
4. Dodl Huat
5. Splatterpunk
6. Censor Me
7. Blunzenblues
8. Teddybärgemetzel
9. Murmelgreis - Senilo - Sex
10. Mama
11. Nazioper
12. Smash Crash (Eigeninterpretation von Alkbottle)
13. Ausgeflippter Lodenfreak (Remix von Beat 4 Feet)
14. Madcatmachopsychoromantik (mit Pungent Stench)